# Otto Robert Frisch
Otto Robert Frisch (Vienna, 1º ottobre 1904 – Cambridge, 22 settembre 1979) è stato un fisico austriaco naturalizzato britannico.
Insieme con Rudolf Peierls, nel 1940, progettò il primo meccanismo teorico per l'esplosione di una bomba atomica.

## Biografia
Nato a Vienna nel 1904, dopo essersi laureato in fisica all'Università di Vienna nel 1926, condusse le sue ricerche presso le università di Berlino ed Amburgo. Con l'avvento di Hitler e l'affermarsi delle politiche antisemite, l'ebreo Frisch decise di trasferirsi a Londra ove, nel Birkbeck College, insieme con il fisico Patrick Maynard Stuart Blackett, lavorò nella tecnologia della camera a nebbia (conosciuta anche come camera di Wilson) e nella radioattività artificiale. Successivamente, per cinque anni, presso l'Istituto di fisica teorica di Copenaghen, diretto dal celebre Niels Bohr, ebbe modo di approfondire le sue conoscenze in fisica nucleare e, in particolare, nella fisica dei neutroni.
Nel febbraio del 1939 pubblicò, insieme con la zia Lise Meitner, anche lei allontanatasi dalla Germania per le politiche razziali, un articolo sulla rivista Nature, dal titolo "Disintegration of Uranium by Neutrons: a New Type of Nuclear Reaction" (Nature, 143, pp. 239-240), nel quale i due autori interpretarono correttamente i risultati degli esperimenti dei chimici Otto Hahn e Fritz Strassmann, condotti presso i laboratori del Kaiser Wilhelm Institut für Chemie di Berlino. Il 17 dicembre 1938 Hahn e Strassmann, dopo aver bombardato con neutroni l'uranio, l'elemento più pesante conosciuto sino ad allora, avevano osservato la presenza di bario, elemento relativamente leggero. Hahn aveva comunicato per lettera i risultati alla Meitner, chiedendo alla sua vecchia collaboratrice una spiegazione plausibile per tale fenomeno. La Meitner, a sua volta, aveva discusso la questione con il nipote durante una visita per le vacanze di fine anno che quest'ultimo le aveva fatto a Kungälv.
I due trovarono la spiegazione a quanto era avvenuto: il nucleo dell'uranio, bombardato dai neutroni, si era rotto e diviso in due nuclei di massa atomica simile e chiamarono questa rottura con il termine divenuto poi celebre di fissione. Avevano poi calcolato che la fissione liberava una quantità di energia molto elevata, superiore a qualunque reazione precedentemente conosciuta.
 Il mondo della fisica adottò subito il termine fissione, proposto dai due autori, Meitner e Frisch, e il loro articolo divenne la base sulla quale Bohr elaborò una teoria più estesa.
Nel 1943, dopo aver acquisito la cittadinanza britannica, si trasferì negli Stati Uniti, insieme con altri scienziati britannici (British Mission), per lavorare nel progetto Manhattan per la costruzione della prima bomba atomica. Dopo la conclusione del secondo conflitto mondiale, nel 1946, tornò in Inghilterra ove assunse, per un breve periodo, l'incarico di capo della direzione di fisica nucleare dell'Atomic Energy Research Establishment di Harwell nell'Oxfordshire e poi, dal 1947 al 1972, la cattedra di fisica all'Università di Cambridge. Dopo il suo ritiro, scrisse un libro di memorie, pubblicato nel 1979, anno della sua scomparsa, a Cambridge, a settantaquattro anni.

## Opere
- Otto Robert Frisch, La mia vita con l'atomo : ricordi di un padre della bomba A, titolo originale What little I remember, Roma, Editori riuniti, 1981.